# Sashi Mahendra Singh
Sashi Mahendra Singh (Ba, 1920 – Ba, 1990) è stato un allenatore di calcio e dirigente sportivo figiano.

## Carriera
Ha diretto la Nazionale di calcio delle Figi in tre periodi diversi. Ha vinto la medaglia d'argento ai Giochi del Sud Pacifico nel 1963. Dal 1955 al 1969, è stato vicepresidente della Federazione calcistica delle Figi. Dal 1968 al 1988 è stato il tesoriere dell'OFC. Grande dirigente dello sport figiano, è stato il creatore del Campionato figiano di calcio e delle sue divisioni. È stato anche implicato in altri sport per la provincia di Ba (tennis, rugby, atletica, cricket, hockey).
Anche suo figlio Billy Singh è stato selezionatore della nazionale dal 1998 al 2002, ottenendo come miglior risultato il terzo posto durante la Coppa delle nazioni oceaniane 1998.